# Paleohemilophus dominicanus
Paleohemilophus dominicanus là một loài bọ cánh cứng trong họ Cerambycidae.